# Starobiełokuricha
Starobiełokuricha (ros. Старобелокуриха) – wieś (sieło) w Rosji, w Kraju Ałtajskim, w rejonie ałtajskim. W 2010 liczyła 1508 mieszkańców.